# Bundesautobahn 75
La Bundesautobahn 75 était le nom du projet de Bundesautobahn dans le Land de Bavière.

## Histoire
Les premières réflexions sur la construction d'une autoroute à l'ouest de Nuremberg sont envisagées dans les années 1930. Pour compléter le réseau de base, la Direction générale de la construction de la Reichsautobahn de Nuremberg (OBR Nuremberg) prévoit un contournement occidental de 37 km de long le long de la Rednitz. Il était prévu de relier les lignes Wurtzbourg–Nuremberg et Heilbronn–Nuremberg et de former ainsi un anneau autoroutier fermé autour de Nuremberg. Cependant, le contournement occidental n'est plus réalisé en raison de la Seconde Guerre mondiale.
L'A 75 était prévue comme contournement ouest de Nuremberg, Fürth et Erlangen et, avec la Bundesautobahn 73 et la Bundesautobahn 77, elle était destinée à former un puissant axe nord-sud de Cobourg à Donauworth. Entre 1969 et 1980, la Direction des autoroutes du nord de la Bavière mène plusieurs procédures d'aménagement du territoire pour la construction de l'A 75. Les projets sont finalement abandonnés au début des années 1980.
Le tracé prévu de l'A 75 peut être tracé dans le plan du réseau de 1976. Il était prévu que le tracé de l'A 75 au sud de la jonction de Hilpoltstein bifurque de la Bundesautobahn 9 au niveau de l'échangeur autoroutier de Weinsfeld et de là se dirige vers le nord-ouest. Par la suite, une intersection avec la Bundesstraße 2 (prévue comme A 77) est prévue au sud de Roth. La Bundesautobahn 6 aurait été entre Heilsbronn et Rohr. De là, l'itinéraire devait continuer en direction du nord. Les prochains points de passage auraient été la Bundesstraße 14 et la Bundesstraße 8 (prévue comme A 752) à l'est de Langenzenn. Après Herzogenaurach, la route aurait basculé vers l'est. À Heßdorf, l'A 75 devait alors traverser la Bundesautobahn 3. Il aurait ensuite continué en direction de l'est jusqu'à ce qu'il soit relié à l'A 73 avec un échangeur autoroutier autour de Baiersdorf.